# Serrateix
Serrateix es una entidad de población española del municipio de Viver y Serrateix, perteneciente a la provincia de Barcelona, en la comunidad autónoma de Cataluña.

## Historia
A mediados del siglo XIX, el lugar, por entonces con ayuntamiento propio, tenía contabilizada una población de 122 habitantes. Aparece descrito en el decimocuarto volumen del Diccionario geográfico-estadístico-histórico de España y sus posesiones de Ultramar de Pascual Madoz de la siguiente manera:

SERRATEIX: l. con ayunt. en la prov., aud. terr., c. g. de Barcelona (13 leg.), part. jud. de Berga (3), dióc. de Solsona (5): sit. sobre una sierra, con buena ventilacion, y clima frio, pero sano. Tiene 50 casas, un ex-monast. de Benitos, una igl. parr. (Sta. Maria) de la que es aneja la de San Vicente de Navel, servida por un cura de primer ascenso y patronato real y ant., tambien del abad del citado ex-monast.; hay 2 capillas en casas particulares y una ermita, dedicada á San Pedro. El térm. confina N. y E. Viver; S. Castelladral del part. de Manresa, y O. Pujol de Planes. El terreno es montuoso, de mediana calidad; le fertiliza la riera de Navel, y le cruzan varios caminos locales. El correo lo recogen los interesados en Cardona. prod.: centeno, legumbres y vino; cria ganado lanar, cabrío y de cerda, y caza de conejos, liebres y perdices. pobl.: 34 vec., 122 almas. cap.prod.: 1.128,000 rs. imp.: 28,200 rs.
(Madoz, 1849, p. 203)

En la actualidad pertenece al municipio de Viver y Serrateix. En 2023, la entidad singular de población de Serrateix tenía empadronados 78 habitantes.

## Patrimonio
En el lugar hay una iglesia bajo la advocación de Santa María.